# لينكا وينروفا
لينكا وينروفا (بالسلوفاكية: Lenka Wienerová)‏ مواليد 23 أبريل 1988 في كوشيتسه، تشيكوسلوفاكيا، هي لاعبة كرة مضرب سلوفاكية تلعب باليد اليمنى وتحتل حالياً المرتبة 625 (17 فبراير 2014) في تصنيف رابطة محترفات كرة المضرب. أعلى تصنيف لها كان 128.

## روابط خارجية
- لينكا وينروفا على موقع رابطة محترفات التنس (الإنجليزية)
- لينكا وينروفا على موقع الاتحاد الدولي لكرة المضرب (الإنجليزية)
- لينكا وينروفا على موقع كأس بيلي جين كينغ (الإنجليزية)
- لينكا وينروفا على موقع خلاصة التنس.كوم (الإنجليزية)